# Musée du corail Ascione

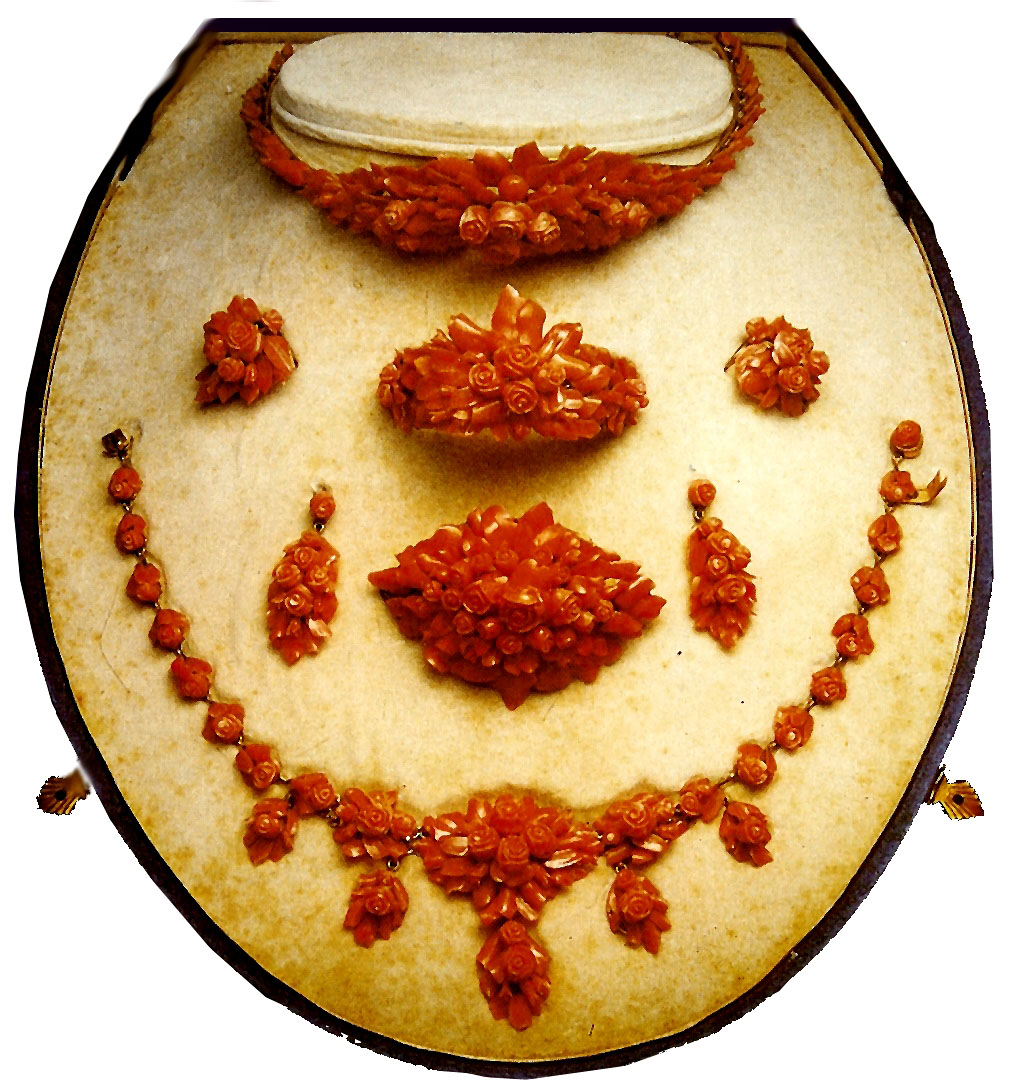
Parure en corail réalisée pour la Reine Farida d'Égypte par les ateliers Ascione, 1938, Naples, Musée du corail.

Le musée du Corail Ascione est un musée de Naples consacré depuis 2001 par l'entreprise Ascione au corail et à sa propre production d'objets réalisés dans ce matériau.

## Ascione
La commune de Torre del Greco connait depuis le début du XIXe siècle une importante activité de transformation du corail. En 1855, Giovanni Ascione (1834-1908) décide d'y fonder une entreprise, qui portera son nom, consacrée à la transformation du corail brut en produit fini. Ses frères et ses enfants s'y consacrent après lui. En 1875 Ascione devient fournisseur officiel de la famille royale italienne, la  maison de Savoie, et reçoit le droit d'inclure dans sa marque les armes de Victor-Emmanuel II. .

## L'espace d'exposition
Ouvert en 2001, l'espace d'exposition est organisé en deux sections.
La première, de type didactique, présente des coraux d'origines et de typologies diverses, les anciennes méthodes de pêche, les anciens outils utilisés pour le travail du corail, de nombreux colliers de tailles et styles différents, les marchés auxquels ils étaient et sont destinés. Un espace est consacré également au travail du camée : les coquillages, les outils, les différentes phases d'élaboration, les objets finis.

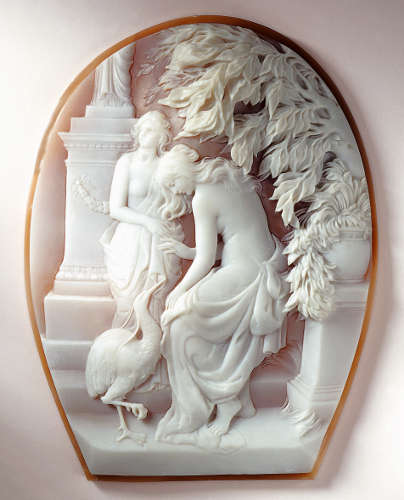
Camèe, Cassis madagascariensis, ateliers Ascione, 1925, Naples, Musée du corail.

La deuxième section porte sur la bijouterie. Elle expose plus de 300 objets en corail, camées, pierre de lave, produits du début du XIXe siècle aux années 1940, ainsi que des photographies et documents originaux qui illustrent l'activité de l'entreprise et ses nombreux prix et reconnaissances reçus pour la qualité et l'originalité de ses bijoux[réf. nécessaire].

## Le lieu
Le musée Ascione est situé au deuxième étage sur la façade principale de la Galleria Umberto I de Naples et en occupe une grande partie. Des balcons du musée on peut apercevoir la façade du Teatro di San Carlo, ses reliefs de stuc et les sculptures de marbre de Carlo Nicoli qui soutiennent les larges fenêtres des deux grandes salles[Lesquelles ?].